# Suzanne Duigan
Suzanne "Sue" Lawless Duigan (7 de julio de 1924 – 1993) fue una paleobotánica australiana, especializada en polen fósiles (palinología). Colaboró con la botánica amiga Isabel Cookson extensamente en los depósitos de hulla del Paleógeno, en Victoria. Inició estudios en mediciones de carbón australianas del sudeste, considerando micro- y macrofósiles de la región, en términos de sus relaciones con especies y familias de plantas vivas y sus ecologías.

## Biografía
Nació en Colac en Victoria Occidental, Australia, el 7 de julio de 1924. Era la tercera de Reginald Charles Duigan y Phyllis Mary Duigan.
Duigan asistió al Elliminyt Primaria, Instituto Colac, La Ermita CEGS, antes de estudiar ciencia en la Universidad de Melbourne, de 1942 a 1944. Después de obtener una licenciatura de ciencia,  ganó un M.Sc. en botánica. Fue colaboradora con Harry Godwin en la Universidad de Cambridge, Reino Unido, obteniendo luego un PhD.

## Carrera
A su regreso, fue conferencista en botánica en la Universidad de Melbourne y se especializó en polen fósiles (palinología). Colaboró con su colega Isabel Cookson extensamente en depósitos de hulla del Paleógeno, en Victoria. Entre las taxa  descriptas con Cookson estuvieron las del Paleógeno Temprano familia Proteaceae con sus géneros Banksieaephyllum y Banksieaeidites, así como Araucaria lignitici, de los estratos hullíferos en Yallourn; y, Agathis parwanensis del Bacchus Marsh. Duigan adoptó un enfoque novedoso, al considerar micro y macrofósiles de la región, en términos de sus relaciones con especies de plantas vivas y familias y sus ecologías. Concluyó que la vegetación dominante del Paleógeno en el sudeste de Australia eran Nothofagus, Agathis y miembros de la familia del laurel Lauraceae.

## Últimos años
Más tarde aprendió a volar, obteniendo la licencia de piloto privado el 6 de noviembre de 1970. Piloteaba Cessna 150 y Piper 140, a menudo visitando a su hermano en la isla Flinders en Bass Strait.

## Muerte y legado
Murió en 1993 en Melbourne, Australia. Un artículo de la Australian Journal of Botany le fue dedicado, en 1997.